# Међуопштинске лиге Србије у фудбалу
Међуопштинске лиге су шести ниво лигашких фудбалских такмичења у Србији. Лига је формирана 2009. и укупно има 52 лиге у овом рангу такмичења. Неке од њих су под ингеренцијом више истанце као што су окружни савези, и представљају праве међуопштинске лиге, друга врста лига могу такође бити међуопштинске лиге које су настале као производ сарадње два или више општинских савеза који су се удружили да би направили лигу. Трећа врста лиги у овом рангу могу бити општинске/градске лиге које су формиране на територији савеза који руководи њима. У неким случајевима ово може бити задњи ранг такмичења.
Виши ранг такмичења су разне Окружне лиге (31 лиге), а нижи разне Општинске лиге (57 лиге).

## Међуопштинске лиге:
Лиге које су други ранг окружних лига или су под ингеренцијом окружног савеза :
ФС Расинског округа
- Друга Расинска окружна лига
- Градска лига Крушевац ФСРО

ПФС Панчево
- Друга Јужнобанатска лига Запад
- Друга Јужнобанатска лига Исток

ФС Рашког округа
- Прва градска лига Краљево

ФС Браничевског округа
- Међуопштинска лига Дунав
- Међуопштинска лига Млава

ФС Мачванског округа
- Међуопштинска лига Јадар
- Међуопштинска лига Мачва
- Међуопштинска лига Поцерина

ПФС Сомбор
- Међуопштинска лига Сомбор

ФС Шумадијског округа
- Међуопштинска лига Рача - Кнић - Баточина
- Међуопштинска лига Аранђеловац - Топола

ПФС Сремска Митровица
- Друга Сремска лига

ФС Поморавског округа
- Међуопштинска лига ФС Поморавског округа

ФС Јабланичког округа
- Међуопштинска лига ФС Јабланичког округа

ФС Колубарског округа
- Међуопштинска лига Колубара група Исток
- Међуопштинска лига Колубара група Запад

ФС града Крагујевца (има статус окружног савеза)
- Друга лига Крагујевца

ФС града Ниша (има статус окружног савеза)
- Друга Нишка лига

ФС Београда
- Међуопштинска лига Београд група А
- Међуопштинска лига Београд група Б
- Прва општинска лига Лазаревац
- Општинска лига Барајево
- Прва општинска лига Обреновац
- Међуопштинска лига Београд група Ц
- Општинска лига Сопот
- Општинска лига Младеновац

Лиге које су под ингеренцијом општинског/градског савеза :
- Потиска лига (ОФС Чока - Нови Кнежевац)
- Међуопштинска лига Сомбор - 1. разред
- Међуопштинска лига Тител - Жабаљ
- Међуопштинска лига Врбас - Србобран - Бечеј
- Градска лига Чачак
- Градска лига Смедерево група Морава
- Градска лига Смедерево група Шумадија
- Јасеничка општинска лига
- Општинска лига Велика Плана
- Прва лига ФСГ Ваљево
- Градска лига Суботица
- Градска лига Нови Сад
- А лига ФСГ Зрењанин
- Општинска лига Лучани
- Општинска лига Горњи Милановац
- Општинска лига Љиг - Мионица
- Прва општинска лига Уб
- Општинска лига Пожега
- Општинска лига Ужице
- Општинска лига Пирот
- Општинска лига Бачка Топола - Мали Иђош
- Општинска лига Кикинда - Нови Бечеј
- Општинска лига Житиште - Нова Црња
- Општинска лига Бачка Паланка (1. разред)
- Општинска лига Мерошина
- Општинска лига Кладово
- Општинска лига Књажевац
- Општинска лига Лајковац
- Општинска лига Сокобања
- Општинска лига Бор
- Општинска лига Дољевац
- Општинска лига Алексинац група Запад
- Општинска лига Алексинац група Исток
- Општинска лига Неготин